# Hanging Hills
Les Hanging Hills sont un chaînon situé au sein de la vallée du Connecticut, dans l'État du même nom (États-Unis). Il appartient à Metacomet Ridge, une longue arête rocheuse des Appalaches qui traverse le sud de la Nouvelle-Angleterre sur 160 kilomètres de long. Les Hanging Hills sont une destination populaire pour la pratique de la randonnée pédestre, réputée pour ses hautes falaises, le panorama qu'elle offre, son microclimat ainsi que sa faune et sa flore variées. Elles abritent Hubbard Park, un parc de 730 hectares pensé à la fin du XIXe siècle par Frederick Law Olmsted. Elles sont situées à une des extrémités du Metacomet Trail.

## Géographie

### Situation

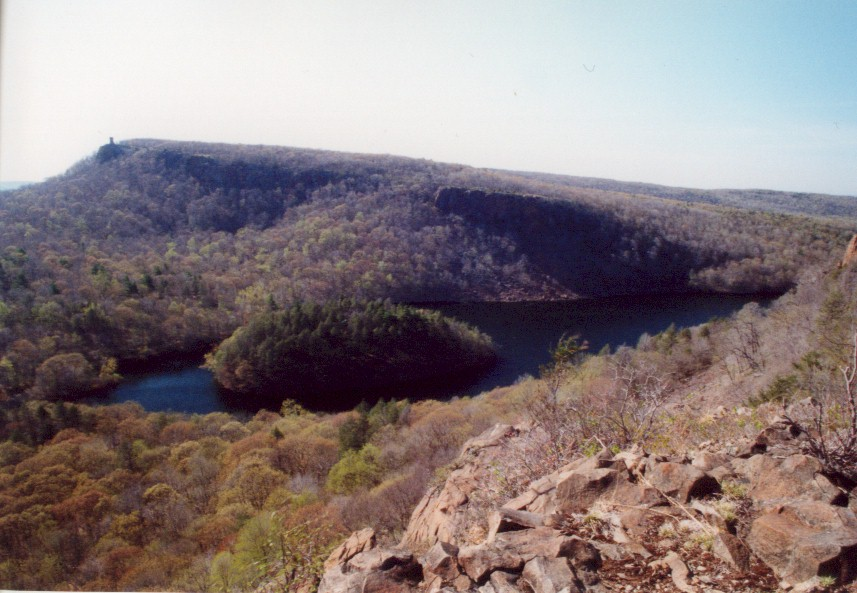
Vue depuis South Mountain sur East Peak, coiffé de Castle Craig, et sur le Merimere Reservoir avec Mine Island.

Les Hanging Hills sont entièrement situées sur le territoire des villes de Meriden, Berlin et Southington. Metacomet Ridge, dont font partie les Hanging Hills, se prolonge au nord par Short Mountain et à l'est par Lamentation Mountain.

### Topographie
Les Hanging Hills forment un fer à cheval dont les falaises s'élèvent face à l'ouest et au sud, en moyenne 200 mètres au-dessus de la vallée du fleuve Quinnipiac, et le relief s'abaisse en pentes douces vers le nord et l'est. Les principaux sommets du chaînon sont, d'ouest en est : West Peak (312 m), East Peak (297 m), South Mountain (234 m) et Cathole Mountain (157 m).

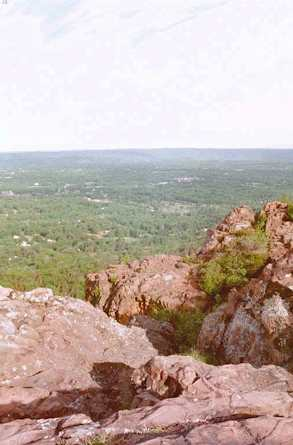
Vue depuis West Peak.
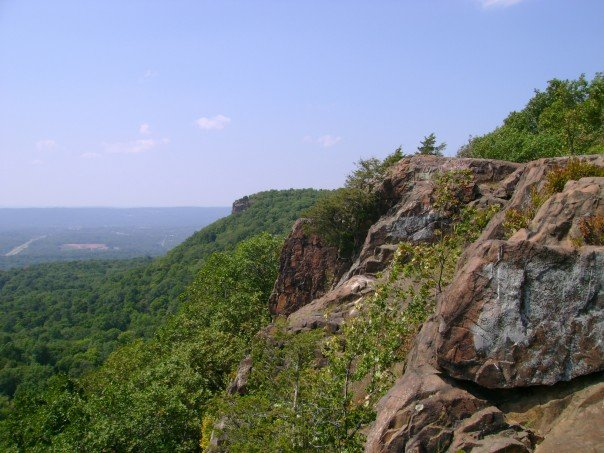
Vue depuis East Peak.
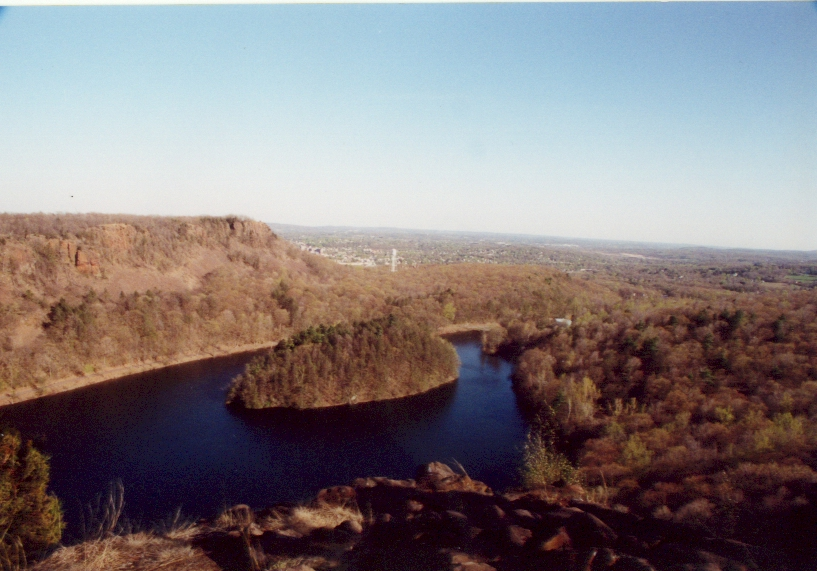
Vue depuis East Peak sur South Mountain et le Merimere Reservoir.
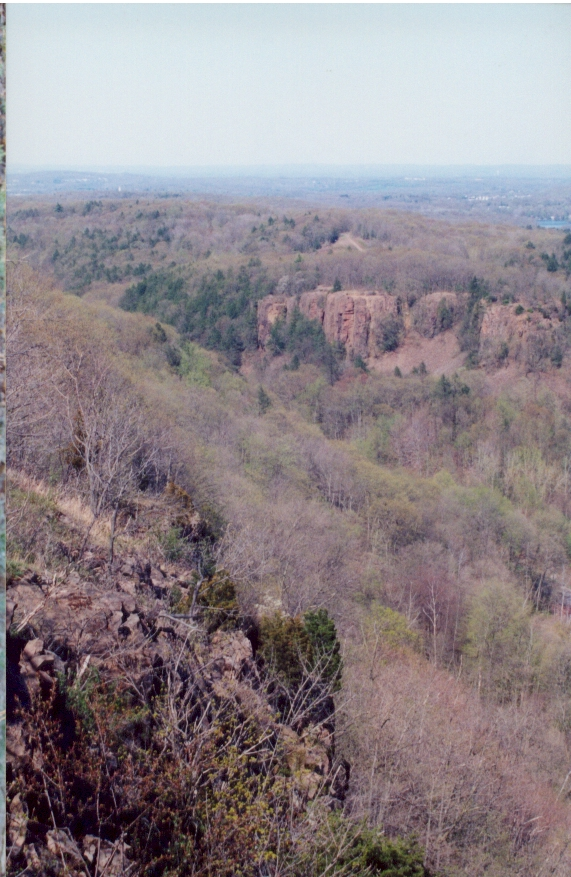
Vue depuis South Mountain sur Cathole Mountain.

### Hydrographie
Les eaux des versants septentrionaux s'écoulent dans la Mattabasett River, affluent du fleuve Connecticut, tandis que les versants occidentaux, méridionaux et orientaux appartient au bassin du Quinnipiac qui se jette directement dans l'océan Atlantique au Long Island Sound.
Plusieurs réservoirs et étendues d'eau naturelles sont situées au sein des Hanging Hill ou dans leurs environs immédiats. Il s'agit de Kenmere Reservoir, Hallmere Reservoir, Elmere Reservoir, Beaver Pond, Silver Lake, Mirror Lake, et Slopers Ponds,. Merimere Reservoir, niché entre South Mountain et East Peak, est particulièrement remarquable avec l'île de Mine Island qui s'élève au milieu de ses eaux.

### Faune et flore
Les Hanging Hills offrent une combinaison de microclimats et une variété d'écosystèmes inhabituels pour la région. Les crêtes, chaudes et sèches, abritent des espèces d'herbacées généralement dominées par le chêne châtaignier. Le Genévrier de Virginie (Juniperus virginiana), une espèce adaptée aux terrains secs, s'accroche aux rebords des falaises. La flore des versants est plus proche de celle des plateaux adjacents et accueille des espèces animales communes du biotope oak-hickory forest (littéralement « forêt de chêne et de caryer »). La Pruche du Canada (Tsuga canadensis) encercle les étroites ravines, empêchant la lumière du soleil d'atteindre le sol et créant des conditions de développement plus froides et humides, y favorisant l'apparition d'espèces végétales associées aux climats froids. Les pentes des talus sont riches en nutriments et recouvertes par de nombreuses espèces adaptées aux sols calcaires, inhabituelles dans la région. Les kilomètres de falaises abruptes rendent les conditions de vie idéales pour de nombreuses espèces animales et végétales classées comme rares. Les Hanging Hills sont un important corridor migratoire saisonnier pour les rapaces,.

### Géologie

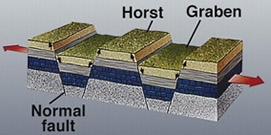
Modèle géologique s'appliquant aux Hanging Hills.

Les Hanging Hills se sont formées il y a 200 millions d'années au cours du Trias et du Jurassique et se composent de basalte, une roche volcanique effusive de couleur sombre qui vire au brun-rouille lorsque le fer qu'elle contient s'oxyde au contact de l'air. Les intrusions de basalte sont généralement de forme octogonale ou pentagonale et produisent des formations appelées « orgues basaltiques ». De vastes talus composés d'éboulis basaltiques issus de l'érosion sont visibles au pied de nombreuses falaises, en particulier au pied d'East Peak où ils plongent dans le Merimere Reservoir. Les crêtes basaltiques sont le résultat d'une série de coulées de lave massives, d'une centaine de mètres d'épaisseur, qui se sont échappées par des failles créées lors de la séparation de la Laurasia et du Gondwana, puis de l'Amérique du Nord et de l'Eurasie. Les émissions de lave se sont déroulées durant 20 millions d'années.
L'érosion qui se produit entre les éruptions successives dépose des couches de sédiments entre les coulées basaltiques. Leur lithification forme finalement des roches sédimentaires. Par la suite, cette alternance de couches en « mille-feuille » se fissure et se soulève. Les érosions ultérieures ont davantage entamé les roches sédimentaires, exposant les arêtes des roches basaltiques et donnant naissance à de longues crêtes et falaises caractéristiques. Finalement, les glaciers ont achevé d'arracher les basaltes des extrémités méridionales des crêtes, créant des saillies dans l'arête. Dans la région de Meriden, de nombreuses failles normales orientées nord-est/sud-ouest ont abrité des coulées volcaniques, s'intercalant avec les roches sédimentaires. Plusieurs d'entre elles interrompent l'arête de Metacomet Ridge au nord de Meriden. L'érosion a creusé des canyons le long de ces failles, divisant la chaîne en plusieurs horsts en forme de doigts. Merimere Reservoir a été construit dans le graben séparant East Peak de South Mountain.

## Histoire

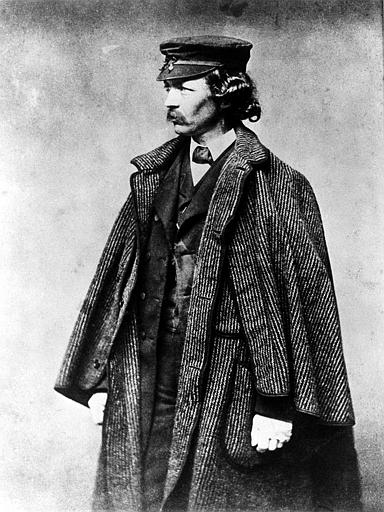
Portrait de Frederick Law Olmsted en 1857.

Hubbard Park fut financé par Walter Hubbard, un entrepreneur local président de la Bradley & Hubbard Manufacturing Company. Il dépensa entre 400 000 et 500 000 $ pour défricher, construire des routes et créer des lacs artificiels. Il reçut l'assistance du fameux architecte paysagiste Frederick Law Olmsted qui dessina les plans du parc. Castle Craig, une tour haute de dix mètres de hauteur et dix-huit mètres de circonférence, a été inaugurée le 29 octobre 1900 et offerte par Hubbard à la population de Meriden. Un escalade intérieur en métal permet d'accéder à son sommet. L'inspiration de son architecture reste incertaine : elle pourrait être une reproduction d'une tour normande, d'un ouvrage turc construit au bord du Danube au XIIe siècle ou d'une tour de Craigellachie en Écosse.

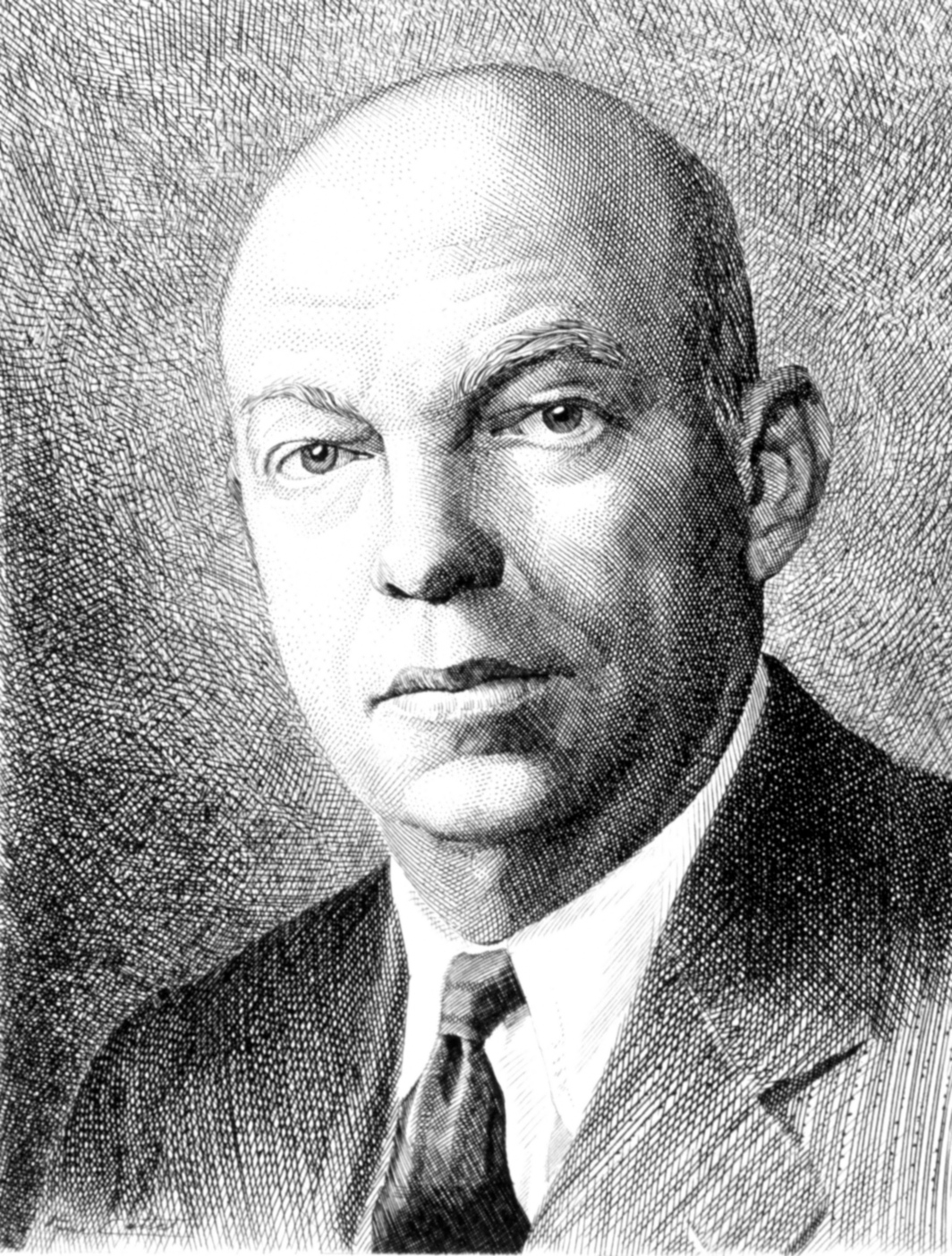
Portrait de Edwin Howard Armstrong.

Edwin Howard Armstrong, un pionnier de la diffusion radiophonique qui inventa la FM, utilisa West Peak pour installer une des premières stations de radio FM en 1939. Son pylône de vingt mètres de hauteur se trouve toujours au sommet. Actuellement, West Peak accueille six stations différentes : WPKT, WWYZ, WKSS, WDRC-FM, WPHH et WHCN.

## Activités

### Tourisme

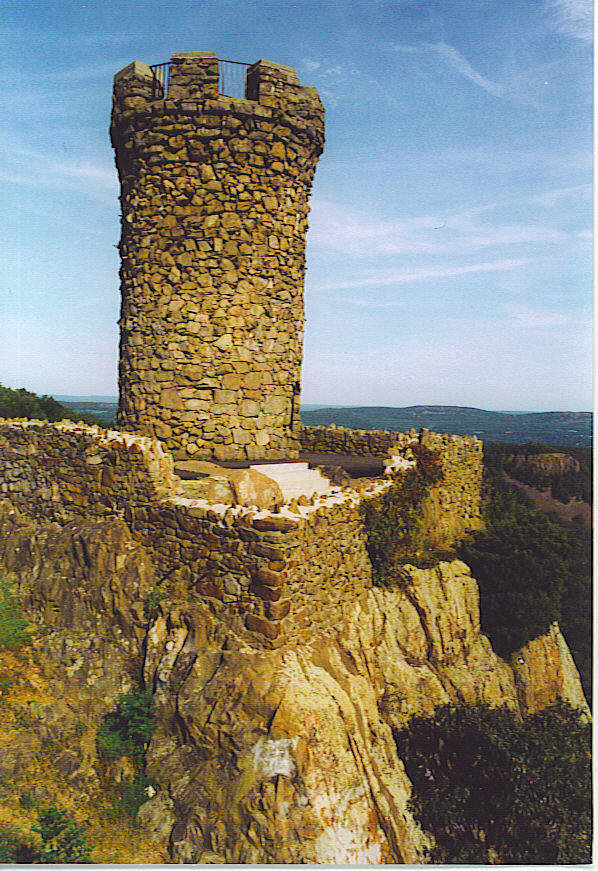
Vue de la tour de Castle Craig.

Hubbard Park est orné de nombreux jardins fleuris et accueille plusieurs festivals et concerts locaux dont le plus connu est le Daffodil Festival en été. Plusieurs sentiers de randonnée traversent Ragged Mountain, dont une partie des 82 kilomètres du Metacomet Trail, maintenu par la Connecticut Forest and Park Association, qui s'étend des Hanging Hills à Meriden jusqu'à la frontière avec le Massachusetts. Une route à péage ouverte d'avril à octobre entre 10 h 00 et 17 h 00 mène à la tour de Castle Craig. Les sentiers sont ouverts à la randonnée pédestre, au ski de fond et à la raquette à neige ; la route est ouverte au cyclisme et au vélo tout-terrain. La baignade est interdite. L'escalade, prohibée au sein de Hubbard Park, est largement pratiquée à Cathole Mountain. Le sommet des nombreuses falaises offre un remarquable panorama sur la vallée du fleuve Quinnipiac jusqu'au Long Island Sound et sur les hauts sommets environnants du Sud de la Nouvelle-Angleterre.

### Menaces et protections environnementales
La plus grande partie de la montagne est protégée au sein d'un parc, en tant que ressource hydrologique, ou par des accords de conservation. Des propriétaires privés possèdent toutefois des parcelles conséquentes principalement sur les versants orientaux et septentrionaux. En 2000, la montagne a fait l'objet d'une étude du National Park Service en vue d'être intégrée dans un nouveau National Scenic Trail, le New England National Scenic Trail, qui aurait inclus le Metacomet-Monadnock Trail au Massachusetts d'une part, les Mattabesett Trail et Metacomet Trail au Connecticut d'autre part. Plusieurs associations régionales à but non lucratif sont actives dans la protection du paysage et de l'écosystème des Hanging Hills, notamment Connecticut Forest and Park Association, the Meriden Land Trust, and the Berlin Land Trust.

## Culture populaire

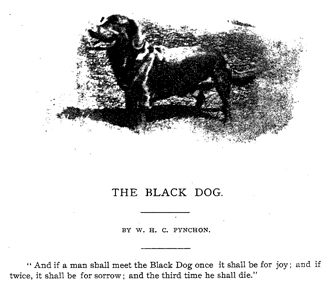
The Black Dog (littéralement « le chien noir »), illustration d'un article de W.H.C. Pynchon.

Le chien noir des Hanging Hills est un chien de chasse prétendument surnaturel qui apparaît dans le folklore local. La légende veut qu'il ait hanté la région depuis le début du XIXe siècle et qu'il se soit manifesté sous la forme d'un petit chien noir, généralement de nature grégaire, ne laissant pas d'empreinte et n'émettant aucun son. Selon un proverbe, voir le chien noir pour la première fois apporte la joie, une deuxième le malheur ou la douleur et la troisième fois est fatale. Au moins six décès sont attribués à une troisième rencontre avec le chien noir.
Un des récits les plus anciens sur le chien a été publié dans le Connecticut Quarterly d'avril-juin 1898 par le géologue W.H.C. Pynchon. Selon lui, en février 1891, son collègue Herbert Marshall de l'United States Geological Survey et lui auraient aperçu le chien, respectivement pour la troisième et la seconde fois, alors qu'ils conduisaient des recherches dans les Hanging Hills. Marshall se moqua de la légende mais, peu de temps après, il glissa sur de la glace au sommet d'une des falaises et chuta mortellement dans le vide. Son corps fut retrouvé par les autorités. Des rapports d'observation du chien continuent à circuler aujourd'hui encore,.